# Puchar CEV siatkarek (2003/2004)
Puchar CEV siatkarek 2003/2004 – 24. sezon turnieju rozgrywanego od 1980 roku, organizowanego przez Europejską Konfederację Piłki Siatkowej (CEV) w ramach europejskich pucharów dla żeńskich klubowych zespołów siatkarskich "starego kontynentu".

## Drużyny uczestniczące
- Sparkasse Feldkirch
- Tir. Wasserkraft Innsbruck
- AVO Melsele
- Dauphines Charleroi
- OK Kakanj
- OK Kaštela
- ŽOK Rijeka
- Anorthosis Famagusta
- Intercollege-AEK Larnaka
- VK Královo Pole Brno
- SK UP Ołomuniec
- Caja de Ávila
- UCAM Murcia
- Universidad de Burgos
- Aalborg HIK
- ASPTT Mulhouse
- RC Villebon 91
- Giko Samtredia
- Bayer 04 Leverkusen
- Panellinios Ateny
- Panathinaikos Ateny
- Vasas SC
- Foppapedretti Bergamo
- Monte Schiavo Jesi
- Volley Modena
- VCR Walfer
- Sliedrecht Sport
- VC Weert
- Stal Mielec
- AC Famalicense
- GC Vilacondense
- Știința-Amici Bacău
- Unic Piatra Neamț
- Balakovskaia Bałakowo
- CSKA Moskwa
- Srem Sremska Mitrovica
- Poštar 064 Belgrad
- OK Ljubljana
- VC Kanti Schaffhausen
- Concordia Luzern
- Örebro Volley
- İller Bankası Ankara
- Yeşilyurt Stambuł
- Dżinestra Odessa
- Kruh Czerkasy
- Khimvolokno Czerkasy

## Rozgrywki

### Faza grupowa

#### Grupa A
Charleroi
Tabela
| Lp. | Drużyna             | Pkt | Mecze | Mecze | Mecze | Sety | Sety | Sety  | Małe punkty | Małe punkty | Małe punkty |
| Lp. | Drużyna             | Pkt | M     | W     | P     | wyg. | prz. | ratio | zdob.       | str.        | ratio       |
| --- | ------------------- | --- | ----- | ----- | ----- | ---- | ---- | ----- | ----------- | ----------- | ----------- |
| 1   | Dauphines Charleroi | 6   | 3     | 3     | 0     | 9    | 0    | MAX   | 226         | 163         | 1.387       |
| 2   | UCAM Murcia         | 5   | 3     | 2     | 1     | 6    | 4    | 1.500 | 234         | 179         | 1.307       |
| 3   | OK Ljubljana        | 4   | 3     | 1     | 2     | 4    | 6    | 0.667 | 220         | 196         | 1.122       |
| 4   | VCR Walfer          | 3   | 3     | 0     | 3     | 0    | 9    | 0.000 | 83          | 225         | 0.369       |

Wyniki
| Data       | Drużyna 1           | Wynik | Drużyna 2           | Sety                       |
| ---------- | ------------------- | ----- | ------------------- | -------------------------- |
| 21.11.2003 | UCAM Murcia         | 3:1   | OK Ljubljana        | 25:22, 19:25, 26:24, 25:11 |
| 21.11.2003 | VCR Walfer          | 0:3   | Dauphines Charleroi | 13:25, 17:25, 6:25         |
|            |                     |       |                     |                            |
| 22.11.2003 | UCAM Murcia         | 3:0   | VCR Walfer          | 25:6, 25:7, 25:9           |
| 22.11.2003 | Dauphines Charleroi | 3:0   | OK Ljubljana        | 26:24, 25:19, 25:20        |
|            |                     |       |                     |                            |
| 23.11.2003 | OK Ljubljana        | 3:0   | VCR Walfer          | 25:6, 25:10, 25:9          |
| 23.11.2003 | Dauphines Charleroi | 3:0   | UCAM Murcia         | 25:23, 25:21, 25:20        |

#### Grupa B
Weert
Tabela
| Lp. | Drużyna              | Pkt | Mecze | Mecze | Mecze | Sety | Sety | Sety  | Małe punkty | Małe punkty | Małe punkty |
| Lp. | Drużyna              | Pkt | M     | W     | P     | wyg. | prz. | ratio | zdob.       | str.        | ratio       |
| --- | -------------------- | --- | ----- | ----- | ----- | ---- | ---- | ----- | ----------- | ----------- | ----------- |
| 1   | VC Weert             | 6   | 3     | 3     | 0     | 9    | 3    | 3.000 | 281         | 219         | 1.283       |
| 2   | Khimvolokno Czerkasy | 5   | 3     | 2     | 1     | 8    | 5    | 1.600 | 273         | 259         | 1.054       |
| 3   | ŽOK Rijeka           | 4   | 3     | 1     | 2     | 6    | 6    | 1.000 | 261         | 242         | 1.079       |
| 4   | Aalborg HIK          | 3   | 3     | 0     | 3     | 0    | 9    | 0.000 | 130         | 225         | 0.578       |

Wyniki
| Data       | Drużyna 1            | Wynik | Drużyna 2            | Sety                             |
| ---------- | -------------------- | ----- | -------------------- | -------------------------------- |
| 21.11.2003 | ŽOK Rijeka           | 2:3   | Khimvolokno Czerkasy | 25:19, 25:18, 23:25, 22:25, 8:15 |
| 21.11.2003 | VC Weert             | 3:0   | Aalborg HIK          | 25:8, 25:14, 25:18               |
|            |                      |       |                      |                                  |
| 22.11.2003 | Khimvolokno Czerkasy | 3:0   | Aalborg HIK          | 25:13, 25:16, 25:18              |
| 22.11.2003 | ŽOK Rijeka           | 1:3   | VC Weert             | 22:25, 19:25, 25:22, 17:25       |
|            |                      |       |                      |                                  |
| 23.11.2003 | Aalborg HIK          | 0:3   | ŽOK Rijeka           | 16:25, 12:25, 15:25              |
| 23.11.2003 | VC Weert             | 3:2   | Khimvolokno Czerkasy | 21:25, 25:19, 25:18, 23:25, 15:9 |

#### Grupa C
Vila Nova de Famalicão
Tabela
| Lp. | Drużyna               | Pkt | Mecze | Mecze | Mecze | Sety | Sety | Sety  | Małe punkty | Małe punkty | Małe punkty |
| Lp. | Drużyna               | Pkt | M     | W     | P     | wyg. | prz. | ratio | zdob.       | str.        | ratio       |
| --- | --------------------- | --- | ----- | ----- | ----- | ---- | ---- | ----- | ----------- | ----------- | ----------- |
| 1   | Foppapedretti Bergamo | 6   | 3     | 3     | 0     | 9    | 1    | 9.000 | 248         | 164         | 1.512       |
| 2   | Dżinestra Odessa      | 5   | 3     | 2     | 1     | 6    | 4    | 1.500 | 228         | 210         | 1.086       |
| 3   | ASPTT Mulhouse        | 4   | 3     | 1     | 2     | 5    | 6    | 0.833 | 228         | 253         | 0.901       |
| 4   | AC Famalicense        | 3   | 3     | 0     | 3     | 0    | 9    | 0.000 | 148         | 225         | 0.658       |

Wyniki
| Data       | Drużyna 1             | Wynik | Drużyna 2             | Sety                       |
| ---------- | --------------------- | ----- | --------------------- | -------------------------- |
| 21.11.2003 | Dżinestra Odessa      | 0:3   | Foppapedretti Bergamo | 14:25, 20:25, 19:25        |
| 21.11.2003 | AC Famalicense        | 0:3   | ASPTT Mulhouse        | 15:25, 19:25, 21:25        |
|            |                       |       |                       |                            |
| 22.11.2003 | ASPTT Mulhouse        | 1:3   | Dżinestra Odessa      | 25:23, 18:25, 25:27, 19:25 |
| 22.11.2003 | Foppapedretti Bergamo | 3:0   | AC Famalicense        | 25:18, 25:13, 25:14        |
|            |                       |       |                       |                            |
| 23.11.2003 | ASPTT Mulhouse        | 1:3   | Foppapedretti Bergamo | 25:23, 11:25, 14:25, 16:25 |
| 23.11.2003 | AC Famalicense        | 0:3   | Dżinestra Odessa      | 14:25, 17:25, 17:25        |

#### Grupa D
Schaffhausen
Tabela
| Lp. | Drużyna                  | Pkt | Mecze | Mecze | Mecze | Sety | Sety | Sety  | Małe punkty | Małe punkty | Małe punkty |
| Lp. | Drużyna                  | Pkt | M     | W     | P     | wyg. | prz. | ratio | zdob.       | str.        | ratio       |
| --- | ------------------------ | --- | ----- | ----- | ----- | ---- | ---- | ----- | ----------- | ----------- | ----------- |
| 1   | VC Kanti Schaffhausen    | 6   | 3     | 3     | 0     | 9    | 0    | MAX   | 226         | 149         | 1.517       |
| 2   | GC Vilacondense          | 5   | 3     | 2     | 1     | 6    | 4    | 1.500 | 231         | 211         | 1.095       |
| 3   | Srem Sremska Mitrovica   | 4   | 3     | 1     | 2     | 4    | 6    | 0.667 | 202         | 224         | 0.902       |
| 4   | Intercollege-AEK Larnaka | 3   | 3     | 0     | 3     | 0    | 9    | 0.000 | 151         | 226         | 0.668       |

Wyniki
| Data       | Drużyna 1                | Wynik | Drużyna 2                | Sety                       |
| ---------- | ------------------------ | ----- | ------------------------ | -------------------------- |
| 21.11.2003 | GC Vilacondense          | 3:0   | Intercollege-AEK Larnaka | 25:19, 25:15, 25:15        |
| 21.11.2003 | VC Kanti Schaffhausen    | 3:0   | Srem Sremska Mitrovica   | 25:11, 25:16, 25:13        |
|            |                          |       |                          |                            |
| 22.11.2003 | Srem Sremska Mitrovica   | 1:3   | GC Vilacondense          | 23:25, 16:25, 25:23, 23:25 |
| 22.11.2003 | Intercollege-AEK Larnaka | 0:3   | VC Kanti Schaffhausen    | 12:25, 15:25, 24:26        |
|            |                          |       |                          |                            |
| 23.11.2003 | VC Kanti Schaffhausen    | 3:0   | GC Vilacondense          | 25:19, 25:17, 25:22        |
| 23.11.2003 | Srem Sremska Mitrovica   | 3:0   | Intercollege-AEK Larnaka | 25:12, 25:16, 25:23        |

#### Grupa E
Innsbruck
Tabela
| Lp. | Drużyna                    | Pkt | Mecze | Mecze | Mecze | Sety | Sety | Sety  | Małe punkty | Małe punkty | Małe punkty |
| Lp. | Drużyna                    | Pkt | M     | W     | P     | wyg. | prz. | ratio | zdob.       | str.        | ratio       |
| --- | -------------------------- | --- | ----- | ----- | ----- | ---- | ---- | ----- | ----------- | ----------- | ----------- |
| 1   | Concordia Luzerna          | 6   | 3     | 3     | 0     | 9    | 3    | 3.000 | 291         | 236         | 1.233       |
| 2   | Sliedrecht Sport           | 5   | 3     | 2     | 1     | 7    | 3    | 2.333 | 249         | 188         | 1.324       |
| 3   | Tir. Wasserkraft Innsbruck | 4   | 3     | 1     | 2     | 5    | 8    | 0.625 | 265         | 274         | 0.967       |
| 4   | Anorthosis Famagusta       | 3   | 3     | 0     | 3     | 2    | 9    | 0.222 | 153         | 260         | 0.588       |

Wyniki
| Data       | Drużyna 1                  | Wynik | Drużyna 2                  | Sety                              |
| ---------- | -------------------------- | ----- | -------------------------- | --------------------------------- |
| 21.11.2003 | Anorthosis Famagusta       | 0:3   | Concordia Luzerna          | 2:25, 17:25, 15:25                |
| 21.11.2003 | Tir. Wasserkraft Innsbruck | 0:3   | Sliedrecht Sport           | 20:25, 18:25, 14:25               |
|            |                            |       |                            |                                   |
| 22.11.2003 | Sliedrecht Sport           | 1:3   | Concordia Luzerna          | 22:25, 26:24, 29:31, 22:25        |
| 22.11.2003 | Tir. Wasserkraft Innsbruck | 3:2   | Anorthosis Famagusta       | 22:25, 23:25, 25:18, 25:11, 15:9  |
|            |                            |       |                            |                                   |
| 23.11.2003 | Anorthosis Famagusta       | 0:3   | Sliedrecht Sport           | 9:25, 7:25, 15:25                 |
| 23.11.2003 | Concordia Luzerna          | 3:2   | Tir. Wasserkraft Innsbruck | 25:23, 23:25, 23:25, 25:18, 15:12 |

#### Grupa F
Melsele
Tabela
| Lp. | Drużyna               | Pkt | Mecze | Mecze | Mecze | Sety | Sety | Sety  | Małe punkty | Małe punkty | Małe punkty |
| Lp. | Drużyna               | Pkt | M     | W     | P     | wyg. | prz. | ratio | zdob.       | str.        | ratio       |
| --- | --------------------- | --- | ----- | ----- | ----- | ---- | ---- | ----- | ----------- | ----------- | ----------- |
| 1   | Balakovskaia Bałakowo | 6   | 3     | 3     | 0     | 9    | 2    | 4.500 | 263         | 187         | 1.406       |
| 2   | AVO Melsele           | 5   | 3     | 2     | 1     | 7    | 3    | 2.333 | 220         | 185         | 1.189       |
| 3   | Örebro Volley         | 4   | 3     | 1     | 2     | 4    | 6    | 0.667 | 209         | 234         | 0.893       |
| 4   | OK Kakanj             | 3   | 3     | 0     | 3     | 0    | 9    | 0.000 | 139         | 225         | 0.618       |

Wyniki
| Data       | Drużyna 1             | Wynik | Drużyna 2             | Sety                       |
| ---------- | --------------------- | ----- | --------------------- | -------------------------- |
| 21.11.2003 | Örebro Volley         | 1:3   | Balakovskaia Bałakowo | 17:25, 21:25, 25:20, 14:25 |
| 21.11.2003 | OK Kakanj             | 0:3   | AVO Melsele           | 14:25, 13:25, 8:25         |
|            |                       |       |                       |                            |
| 22.11.2003 | Balakovskaia Bałakowo | 3:0   | OK Kakanj             | 25:11, 25:16, 25:13        |
| 22.11.2003 | AVO Melsele           | 3:0   | Örebro Volley         | 25:19, 25:18, 25:20        |
|            |                       |       |                       |                            |
| 23.11.2003 | Örebro Volley         | 3:0   | OK Kakanj             | 25:23, 25:23, 25:18        |
| 23.11.2003 | AVO Melsele           | 1:3   | Balakovskaia Bałakowo | 25:18, 16:25, 12:25, 17:25 |

#### Grupa G
Bacău
Tabela
| Lp. | Drużyna             | Pkt | Mecze | Mecze | Mecze | Sety | Sety | Sety  | Małe punkty | Małe punkty | Małe punkty |
| Lp. | Drużyna             | Pkt | M     | W     | P     | wyg. | prz. | ratio | zdob.       | str.        | ratio       |
| --- | ------------------- | --- | ----- | ----- | ----- | ---- | ---- | ----- | ----------- | ----------- | ----------- |
| 1   | Știința-Amici Bacău | 5   | 3     | 2     | 1     | 6    | 3    | 2.000 | 210         | 158         | 1.329       |
| 2   | Panellinios Ateny   | 5   | 3     | 2     | 1     | 6    | 3    | 2.000 | 212         | 164         | 1.293       |
| 3   | Kruh Czerkasy       | 5   | 3     | 2     | 1     | 6    | 3    | 2.000 | 205         | 174         | 1.178       |
| 4   | Giko Samtredia      | 3   | 3     | 0     | 3     | 0    | 9    | 0.000 | 94          | 225         | 0.418       |

Wyniki
| Data       | Drużyna 1           | Wynik | Drużyna 2           | Sety                |
| ---------- | ------------------- | ----- | ------------------- | ------------------- |
| 21.11.2003 | Kruh Czerkasy       | 3:0   | Giko Samtredia      | 25:14, 25:13, 25:12 |
| 21.11.2003 | Panellinios Ateny   | 3:0   | Știința-Amici Bacău | 25:18, 25:20, 25:22 |
|            |                     |       |                     |                     |
| 22.11.2003 | Kruh Czerkasy       | 3:0   | Panellinios Ateny   | 25:22, 25:19, 25:21 |
| 22.11.2003 | Știința-Amici Bacău | 3:0   | Giko Samtredia      | 25:7, 25:9, 25:12   |
|            |                     |       |                     |                     |
| 23.11.2003 | Giko Samtredia      | 0:3   | Panellinios Ateny   | 8:25, 8:25, 13:25   |
| 23.11.2003 | Știința-Amici Bacău | 3:0   | Kruh Czerkasy       | 25:20, 25:17, 25:18 |

#### Grupa H
Feldkirch
Tabela
| Lp. | Drużyna              | Pkt | Mecze | Mecze | Mecze | Sety | Sety | Sety  | Małe punkty | Małe punkty | Małe punkty |
| Lp. | Drużyna              | Pkt | M     | W     | P     | wyg. | prz. | ratio | zdob.       | str.        | ratio       |
| --- | -------------------- | --- | ----- | ----- | ----- | ---- | ---- | ----- | ----------- | ----------- | ----------- |
| 1   | RC Villebon 91       | 6   | 3     | 3     | 0     | 9    | 1    | 9.000 | 253         | 208         | 1.216       |
| 2   | Královo Pole Brno    | 5   | 3     | 2     | 1     | 6    | 5    | 1.200 | 239         | 206         | 1.160       |
| 3   | İller Bankası Ankara | 4   | 3     | 1     | 2     | 5    | 6    | 0.833 | 214         | 229         | 0.934       |
| 4   | Sparkasse Feldkirch  | 3   | 3     | 0     | 3     | 1    | 9    | 0.111 | 190         | 253         | 0.751       |

Wyniki
| Data       | Drużyna 1            | Wynik | Drużyna 2            | Sety                             |
| ---------- | -------------------- | ----- | -------------------- | -------------------------------- |
| 21.11.2003 | Královo Pole Brno    | 3:0   | İller Bankası Ankara | 23:25, 25:12, 25:17, 15:25, 15:3 |
| 21.11.2003 | Sparkasse Feldkirch  | 1:3   | RC Villebon 91       | 27:29, 26:24, 18:25, 19:25       |
|            |                      |       |                      |                                  |
| 22.11.2003 | RC Villebon 91       | 3:0   | Královo Pole Brno    | 25:21, 25:18, 25:22              |
| 22.11.2003 | İller Bankası Ankara | 3:0   | Sparkasse Feldkirch  | 25:16, 25:21, 25:14              |
|            |                      |       |                      |                                  |
| 23.11.2003 | Sparkasse Feldkirch  | 0:3   | Královo Pole Brno    | 13:25, 15:25, 21:25              |
| 23.11.2003 | RC Villebon 91       | 3:0   | İller Bankası Ankara | 25:21, 25:20, 25:16              |

#### Grupa I
Belgrad
Tabela
| Lp. | Drużyna             | Pkt | Mecze | Mecze | Mecze | Sety | Sety | Sety  | Małe punkty | Małe punkty | Małe punkty |
| Lp. | Drużyna             | Pkt | M     | W     | P     | wyg. | prz. | ratio | zdob.       | str.        | ratio       |
| --- | ------------------- | --- | ----- | ----- | ----- | ---- | ---- | ----- | ----------- | ----------- | ----------- |
| 1   | Panathinaikos Ateny | 6   | 3     | 3     | 0     | 9    | 2    | 4.500 | 263         | 243         | 1.082       |
| 2   | CSKA Moskwa         | 5   | 3     | 2     | 1     | 7    | 5    | 1.400 | 275         | 244         | 1.127       |
| 3   | Poštar Belgrad      | 4   | 3     | 1     | 2     | 4    | 6    | 0.667 | 227         | 238         | 0.954       |
| 4   | SK UP Ołomuniec     | 3   | 3     | 0     | 3     | 2    | 9    | 0.222 | 214         | 254         | 0.843       |

Wyniki
| Data       | Drużyna 1           | Wynik | Drużyna 2           | Sety                              |
| ---------- | ------------------- | ----- | ------------------- | --------------------------------- |
| 21.11.2003 | SK UP Ołomuniec     | 0:3   | Panathinaikos Ateny | 14:25, 17:25, 24:26               |
| 21.11.2003 | Poštar Belgrad      | 0:3   | CSKA Moskwa         | 21:25, 14:25, 24:26               |
|            |                     |       |                     |                                   |
| 22.11.2003 | CSKA Moskwa         | 1:3   | Panathinaikos Ateny | 24:26, 24:26, 25:17, 23:25        |
| 22.11.2003 | Poštar Belgrad      | 3:0   | SK UP Ołomuniec     | 25:23, 25:23, 25:23               |
|            |                     |       |                     |                                   |
| 23.11.2003 | SK UP Ołomuniec     | 2:3   | CSKA Moskwa         | 25:21, 25:17, 19:25, 11:25, 10:15 |
| 23.11.2003 | Panathinaikos Ateny | 3:1   | Poštar Belgrad      | 25:22, 18:25, 25:23, 25:22        |

#### Grupa J
Kaštela
Tabela
| Lp. | Drużyna           | Pkt | Mecze | Mecze | Mecze | Sety | Sety | Sety  | Małe punkty | Małe punkty | Małe punkty |
| Lp. | Drużyna           | Pkt | M     | W     | P     | wyg. | prz. | ratio | zdob.       | str.        | ratio       |
| --- | ----------------- | --- | ----- | ----- | ----- | ---- | ---- | ----- | ----------- | ----------- | ----------- |
| 1   | Yeşilyurt Stambuł | 6   | 3     | 3     | 0     | 9    | 3    | 3.000 | 280         | 221         | 1.267       |
| 2   | OK Kaštela        | 4   | 3     | 1     | 2     | 7    | 6    | 1.167 | 262         | 267         | 0.981       |
| 3   | Unic Piatra Neamț | 4   | 3     | 1     | 2     | 5    | 8    | 0.625 | 263         | 284         | 0.926       |
| 4   | Vasas Budapeszt   | 4   | 3     | 1     | 2     | 3    | 7    | 0.429 | 205         | 238         | 0.861       |

Wyniki
| Data       | Drużyna 1         | Wynik | Drużyna 2         | Sety                             |
| ---------- | ----------------- | ----- | ----------------- | -------------------------------- |
| 21.11.2003 | OK Kaštela        | 2:3   | Unic Piatra Neamț | 25:19, 25:13, 26:28, 16:25, 9:15 |
| 21.11.2003 | Yeşilyurt Stambuł | 3:0   | Vasas Budapeszt   | 25:18, 25:20, 25:22              |
|            |                   |       |                   |                                  |
| 22.11.2003 | Unic Piatra Neamț | 1:3   | Vasas Budapeszt   | 25:12, 25:27, 19:25, 19:25       |
| 22.11.2003 | OK Kaštela        | 2:3   | Yeşilyurt Stambuł | 9:25, 25:23, 18:25, 25:23, 9:15  |
|            |                   |       |                   |                                  |
| 23.11.2003 | Yeşilyurt Stambuł | 3:1   | Unic Piatra Neamț | 19:25, 25:19, 25:19, 25:12       |
| 23.11.2003 | Vasas Budapeszt   | 0:3   | OK Kaštela        | 22:25, 17:25, 17:25              |

### 1/8 finału
| Data       | Drużyna 1               | Wynik | Drużyna 2             | Sety                              |
| ---------- | ----------------------- | ----- | --------------------- | --------------------------------- |
| 10.12.2004 | Volley Modena           | 0:3   | Foppapedretti Bergamo | 19:25, 19:25, 14:25               |
| 18.12.2004 | Volley Modena           | 2:3   | Foppapedretti Bergamo | 27:25, 17:25, 25:22, 20:25, 14:16 |
| 11.12.2004 | Kanti Schaffhausen      | 3:0   | Dauphines Charleroi   | 25:19, 25:17, 25:21               |
| 17.12.2004 | Kanti Schaffhausen      | 3:0   | Dauphines Charleroi   | 25:19, 25:16, 25:21               |
| 10.12.2004 | Vini Monte Schiavo Jesi | 3:2   | RC Villebon 91        | 20:25, 25:19, 25:13, 23:25, 15:5  |
| 17.12.2004 | Vini Monte Schiavo Jesi | 3:1   | RC Villebon 91        | 25:15, 25:18, 21:25, 25:19        |
| 09.12.2004 | Concordia Luzerna       | 3:1   | Bayer 04 Leverkusen   | 25:23, 15:25, 25:23, 25:22        |
| 17.12.2004 | Concordia Luzerna       | 0:3   | Bayer 04 Leverkusen   | 17:25, 23:25, 13:25               |
| 11.12.2004 | Panathinaikos Ateny     | 3:2   | Caja de Ávila         | 14:25, 17:25, 26:24, 25:22, 15:9  |
| 17.12.2004 | Panathinaikos Ateny     | 0:3   | Caja de Ávila         | 10:25, 16:25, 22:25               |
| 10.12.2004 | Stal Mielec             | 0:3   | Yeşilyurt Stambuł     | 25:27, 21:25, 22:25               |
| 17.12.2004 | Stal Mielec             | 3:1   | Yeşilyurt Stambuł     | 25:12, 25:22, 23:25, 25:22        |
| 10.12.2004 | Balakovskaia Bałakowo   | 3:1   | Universidad de Burgos | 25:19, 25:14, 19:25, 25:20        |
| 16.12.2004 | Balakovskaia Bałakowo   | 3:2   | Universidad de Burgos | 16:25, 25:21, 25:21, 23:25, 15:12 |
| 10.12.2004 | VC Weert                | 3:2   | Știința-Amici Bacău   | 23:25, 25:21, 25:22, 13:25, 18:16 |
| 18.12.2004 | VC Weert                | 0:3   | Știința-Amici Bacău   | walkower                          |

### 1/4 finału
| Data       | Drużyna 1               | Wynik | Drużyna 2             | Sety                              |
| ---------- | ----------------------- | ----- | --------------------- | --------------------------------- |
| 21.01.2004 | Foppapedretti Bergamo   | 3:0   | Kanti Schaffhausen    | 25:15, 25:12, 25:12               |
| 28.01.2004 | Foppapedretti Bergamo   | 3:2   | Kanti Schaffhausen    | 22:25, 25:23, 20:25, 25:15, 15:11 |
| 22.01.2004 | Vini Monte Schiavo Jesi | 3:0   | Bayer 04 Leverkusen   | 25:13, 25:14, 25:16               |
| 28.01.2004 | Vini Monte Schiavo Jesi | 3:0   | Bayer 04 Leverkusen   | 25:20, 25:21, 25:22               |
| 21.01.2004 | Yeşilyurt Stambuł       | 1:3   | Caja de Ávila         | 16:25, 27:25, 23:25, 22:25        |
| 27.01.2004 | Yeşilyurt Stambuł       | 0:3   | Caja de Ávila         | 18:25, 19:25, 23:25               |
| 21.01.2004 | Știința-Amici Bacău     | 1:3   | Balakovskaia Bałakowo | 29:31, 23:25, 25:16, 20:25        |
| 28.01.2004 | Știința-Amici Bacău     | 0:3   | Balakovskaia Bałakowo | 23:25, 16:25, 18:25               |

### Turniej finałowy
Treviglio

#### Półfinał
| Data       | Drużyna 1               | Wynik | Drużyna 2             | Sety                       |
| ---------- | ----------------------- | ----- | --------------------- | -------------------------- |
| 06.03.2004 | Vini Monte Schiavo Jesi | 3:1   | Balakovskaia Bałakowo | 25:16, 25:27, 25:15, 25:17 |
| 06.03.2004 | Foppapedretti Bergamo   | 3:1   | Caja de Ávila         | 25:21, 21:25, 25:14, 25:16 |

#### Mecz o 3. miejsce
| Data       | Drużyna 1     | Wynik | Drużyna 2             | Sety                              |
| ---------- | ------------- | ----- | --------------------- | --------------------------------- |
| 07.03.2004 | Caja de Ávila | 3:2   | Balakovskaia Bałakowo | 19:25, 24:26, 25:19, 25:21, 15:11 |

#### Finał
| Data       | Drużyna 1             | Wynik | Drużyna 2               | Sety                              |
| ---------- | --------------------- | ----- | ----------------------- | --------------------------------- |
| 07.03.2004 | Foppapedretti Bergamo | 3:2   | Vini Monte Schiavo Jesi | 23:25, 25:18, 25:20, 21:25, 11:15 |

## Klasyfikacja końcowa
| Miejsce | Drużyna               |
| ------- | --------------------- |
| złoto   | Foppapedretti Bergamo |
| srebro  | Monte Schiavo Jesi    |
| brąz    | Caja de Ávila         |
| 4.      | Balakovskaia Bałakowo |